# Stefano Zacchiroli
Stefano Zacchiroli (nascut el 16 de març del 1979) és l'actual Líder del projecte Debian, succeint en Steve McIntyre l'abril de 2010. En Stefano va esdevenir Desenvolupador de Debian l'any 2001 i, després d'assistir a la LinuxTag l'any 2004, va començar a involucrar-se més en la comunitat de Debian i en el projecte en si mateix.
Va aconseguir un doctorat en enginyeria informàtica l'any 2007 a la Universitat de Bolonya, i es va moure a la Universitat de París VII Denis Diderot per a completar el seu treball de postdoctorat. Actualment està involucrat al projecte MANCOOSI, que es basa en l'aplicació de mètodes formals a la solució de problemes de complexitat en l'administració de distribucions GNU/Linux.
Des del punt de vista tècnic, Zacchiroli ha estat involucrat en Debian en gran part dins l'empaquetament de l'Objective Caml així com dins l'equip de garantia de qualitat.
L'abril de 2011 va ésser escollit, per segona vegada consecutiva i sense contrincant, com a líder del projecte Debian.